# 巴巴尔火山口

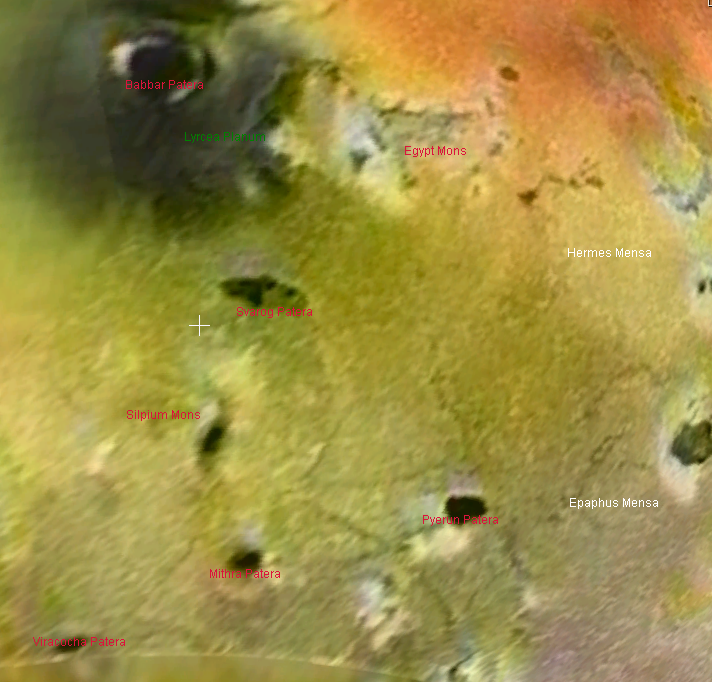
木衛一表面上的巴巴爾火山口（左上角）

巴巴爾火山口（Babbar Patera）是木星的衛星-木衛一表面的一座火山口，或边缘呈扇贝状的火山坑，位於木衛一表面 39°48′S 272°00′W / 39.8°S 272°W 处，直徑約86公里。1979年國際天文聯合會以蘇美爾神話中的太陽神-巴巴爾命名了该火山口。
巴巴爾火山口南面紧邻呂客亞高原，往南更远坐落了斯瓦羅格火山口，而它的東面則矗立着埃及山。